# Pedro Oriona
Pedro Oriona (falecido em 1560) foi um prelado católico romano que serviu como bispo auxiliar de Toledo (1549–1560).

## Biografia
Pedro Oriona foi ordenado frade na Ordem da Bem-Aventurada Virgem Maria da Misericórdia. No dia 18 de janeiro de 1549, foi nomeado durante o papado de Paulo III como Bispo Auxiliar de Toledo e Bispo Titular de Columbica. Serviu como Bispo Auxiliar de Toledo até à sua morte em 1560.